# 国本雅広
国本 雅広（くにもと まさひろ、1959年 - ）は、日本の映画監督、TVドラマのディレクター、テレビプロデューサー。

## 来歴・人物
愛媛県松山市出身。1979年東放学園卒業。在学中からドラマの世界にアルバイトのADとして参加し、テレメイト、テレキャスト、カノックスを経て1993年メディアミックス・ジャパン入社、現在はケイファクトリーの取締役も務める。
1989年『小春の春』で監督デビュー。

## 主な作品

### 監督作品
- 小春の春（1989年）
- 特命警察 盲目刑事（1991年）
- KIRARA（1996年）
- おにいちゃんのハナビ（2010年）
- ダイイング・アイ（2019年）

### 演出
- 世にも奇妙な物語 シリーズ（1990～1991）
  - レギュラー時代 「マイホーム」「ベビーシッター」
- 悪女(わる)（1992年）
- オンリー・ユー〜愛されて〜（1996年）
- 凍りつく夏（1998年）
- 本家のヨメ（2001年）
- ブルーもしくはブルー（2003年）
- メッセージ〜言葉が裏切っていく〜（2003年）
- 火消し屋小町（2004年）
- 赤い運命（2005年）
- 愛と友情のブギウギ（2005年）
- 有閑倶楽部（2007年）
- 死ぬかと思った（2007年）
- 夢をかなえるゾウ（2008年）
- チャレンジド（2009年）
- アイシテル〜海容〜（2009年）
- デカワンコ（2011年）
- 僕とスターの99日（2011年）
- 松本清張没後20年特別企画・疑惑（2012年）
- 松本清張ドラマスペシャル・死の発送（2014年）
- 保育探偵25時〜花咲慎一郎は眠れない!!〜（2015年）
- 僕のヤバイ妻（2016年）
- カンナさーん!（2017年）
- 青のSP―学校内警察・嶋田隆平―（2021年）
- 二月の勝者-絶対合格の教室-（2021年）
- マウンテンドクター（2024年）

| スタブアイコン | サブスタブ | この項目は、まだ閲覧者の調べものの参照としては役立たない、人物に関連した書きかけの項目です。この項目を加筆・訂正などしてくださる協力者を求めています（P:人物伝/PJ:人物伝）。 |